# 新疆维吾尔自治区革命委员会
新疆维吾尔自治区革命委员会是1968年9月至1979年8月间新疆维吾尔自治区的省级国家行政机关。

## 历任领导

### 前期
- 时间：1968年9月－1973年10月
- 主任：龙书金
- 副主任：王恩茂、赛福鼎、郭鹏、裴周玉、李全春、杨立业、胡良才、孜牙、吴巨轮

### 中期
- 时间：1973年10月－1978年2月
- 主任：赛福鼎 → 汪锋（1978年1月－）
- 副主任：杨勇、曹思明、刘星、宋致和、司马义·艾买提、裴周玉、李照明、杨立业、胡良才、孜牙、吴巨轮、祁果（1977年4月－）

### 后期
- 时间：1978年2月－1979年8月
- 主任：汪锋
- 副主任：司马义·艾买提、宋致和、贾那布尔、祁果、铁木尔·达瓦买提、张竭诚、胡良才、谢高忠、巴岱、阿木冬·尼牙孜、白成铭、张思明、王振文、杨一青（1979年2月－）、刘子谟（1979年2月－）、伊尔哈里（1979年2月－）、田仲（1979年2月－）